# Wang Yuan (pintor)
Wang Yuan (xinès simplificat: 王渊; xinès tradicional: 王淵; pinyin: Wáng Yuān), conegut també com a Ruoshui i Danxuan. Fou un pintor xinès del segle xiv que va viure sota la dinastia Yuan. No es coneixen les dates del seu naixement ni de la seva mort. Era originari de Qian Tang, actualment Hangzhou, província de Zhejiang.
Va ser un pintor paisatgista inspirat en Guo Xi mentre que per a pintar flors i ocells ho feia en Huang Quan mentre que per a les figures humanes estava influït en Tang Ren. També pintava bambús i flors de prunera. En les seves obres era minuciós amb un estil elegant. Es va formar amb Zhao Mengfu. Entre les seves pintures destaquen: Ocells jugant en un estany, Les cent flors, Ocellet en una branca, Magnòlia, Es troben pintures seves al Metropolitan Museum of Art de Nova York, al Museu de Belles Arts de Boston, al Museu Nacional del Palau de Taipei, al Museu Nezu de Tòquio, al Museu del Palau de Pequín i el Museu de Xangai.